# 천인침

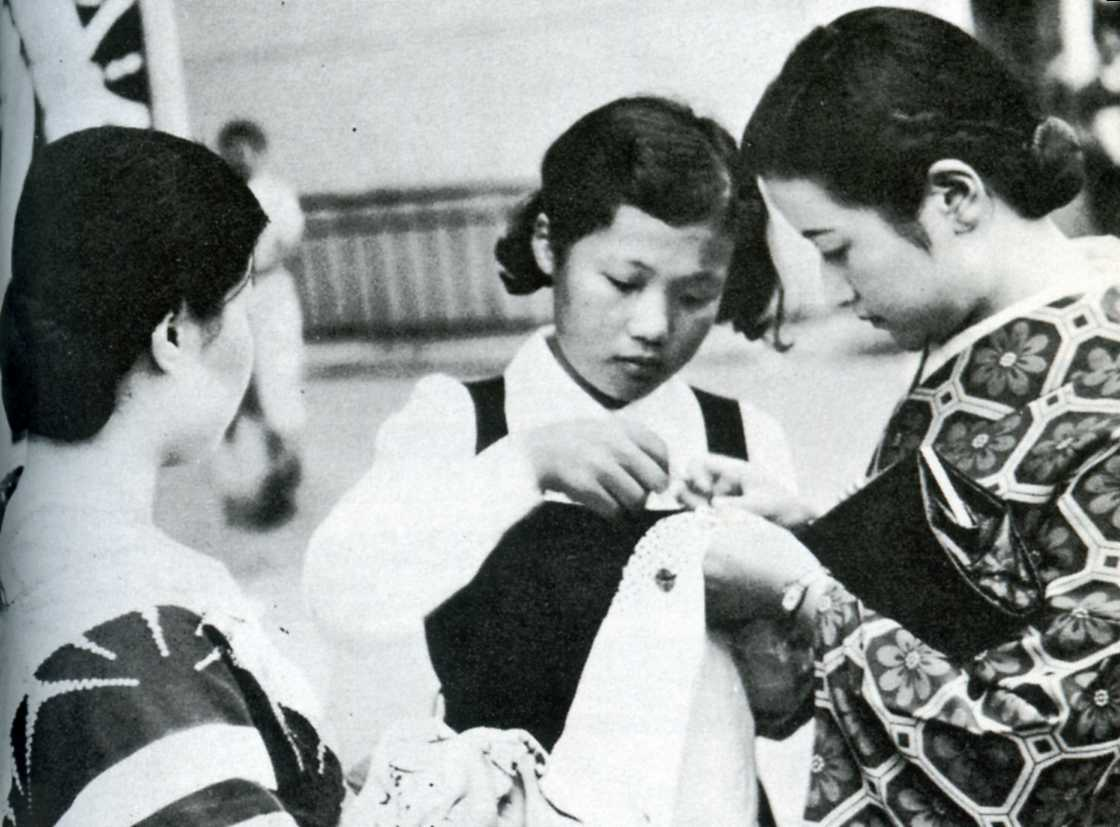
천인침

천인침(일본어: 千人針 센닌바리[*])는 태평양 전쟁 중 일본에서 유행한 풍습이다.
전쟁에 참전한 사람의 무운장구를 빌기 위하여 여러 사람의 정성을 모아 함께 기원하는 행위이다. 1미터 정도의 길이인 흰 천 하나에 붉은 실로 천 명이 한 땀씩 꿰매어 만들어준다. 천인침은 부적과 같은 역할을 하여, 총탄이 피해가는 힘을 갖고 있다고 믿어졌다. 천인침을 받은 군인은 배에 두르거나 모자에 꿰매어 항상 소지한다. 1938년에는 이 풍습을 소재로 일본 최초의 컬러 영화인 《천인침》이 제작되기도 하였다.
일제강점기였던 조선에도 이 풍습이 전해져, 조선인 최초의 중일 전쟁 전사자 이인석의 어머니가 이인석에게 천인침을 전달하지 못한 것을 아쉬워했다는 이야기가 있다 일제 강점기의 조선인 여성을 묘사한 김영희의 장편소설 《센닌바리》(1999)도 이를 소재로 삼고 있다..

## 같이 보기
- 가라유키상
- 마리아 루즈호 사건
- 일본군 위안부